# Wahlkreis Corigliano-Rossano (Senato della Repubblica)
Der Wahlkreis Corigliano-Rossano ist seit 2020 ein Wahlkreis (italienisch collegio elettorale) für die Wahl des Senats.
Der Wahlkreis umfasst 177 Gemeinden, d. h. alle 150 Gemeinden der Provinz Cosenza und alle 27 Gemeinden der Provinz Crotone.

## Wahlergebnisse
| Wahlkreise – Senato della Repubblica – Kalabrien | Wahlkreise – Senato della Repubblica – Kalabrien | Wahlkreise – Senato della Repubblica – Kalabrien |
| Provinz                                          | Provinz                                          | Gemeinden nach Provinzen ⮞ Wahlkreis             |
| ------------------------------------------------ | ------------------------------------------------ | ------------------------------------------------ |
|                                                  | Metropolitanstadt Reggio Calabria (97 Gemeinden) | alle ⮞ Wahlkreis Reggio Calabria                 |
|                                                  | Provinz Catanzaro (80 Gemeinden)                 | alle ⮞ Wahlkreis Reggio Calabria                 |
|                                                  | Provinz Cosenza (150 Gemeinden)                  | alle ⮞ Wahlkreis Corigliano-Rossano              |
|                                                  | Provinz Crotone (27 Gemeinden)                   | alle ⮞ Wahlkreis Corigliano-Rossano              |
|                                                  | Provinz Vibo Valentia (50 Gemeinden)             | alle ⮞ Wahlkreis Reggio Calabria                 |

### Parlamentswahl 2022
| Kandidaten                          | Kandidaten             | Stimmen | %    | Listen                                                  | Stimmen | %    |
| ----------------------------------- | ---------------------- | ------- | ---- | ------------------------------------------------------- | ------- | ---- |
|                                     | Ernesto Rapanigewählt  | 126.455 | 38,1 | Fratelli d’Italia                                       | 56.530  | 17,0 |
| Forza Italia                        | Ernesto Rapanigewählt  | 126.455 | 38,1 | 51.320                                                  | 15,5    |      |
| Lega per Salvini Premier            | Ernesto Rapanigewählt  | 126.455 | 38,1 | 16.429                                                  | 5,0     |      |
| Noi Moderati                        | Ernesto Rapanigewählt  | 126.455 | 38,1 | 2.176                                                   | 0,7     |      |
|                                     | Maria Saladino         | 118.309 | 35,7 | Movimento 5 Stelle                                      | 118.309 | 35,7 |
|                                     | Francesca Dorato       | 53.649  | 16,2 | Partito Democratico – Italia Democratica e Progressista | 43.277  | 13,0 |
| Alleanza Verdi e Sinistra           | Francesca Dorato       | 53.649  | 16,2 | 5.226                                                   | 1,6     |      |
| +Europa                             | Francesca Dorato       | 53.649  | 16,2 | 3.288                                                   | 1,0     |      |
| Impegno Civico – Centro Democratico | Francesca Dorato       | 53.649  | 16,2 | 1.858                                                   | 0,6     |      |
|                                     | Daniela Flavia Ventura | 11.512  | 3,5  | Azione – Italia Viva                                    | 11.512  | 3,5  |
|                                     | Ugo Vetere             | 7.161   | 2,2  | Unione Popolare                                         | 7.161   | 2,2  |
|                                     | Katarzyna Edyta Belbot | 4.306   | 1,3  | Italexit per l’Italia                                   | 4.306   | 1,3  |
|                                     | Lucio Sessa            | 3.893   | 1,2  | Italia Sovrana e Popolare                               | 3.893   | 1,2  |
|                                     | Antonio Manfredi       | 2.066   | 0,6  | Partito Comunista Italiano                              | 2.066   | 0,6  |
|                                     | Vincenzo Chiaramonte   | 1.126   | 0,3  | Alternativa per l’Italia (PdF – Exit)                   | 1.126   | 0,3  |
|                                     | Vincenzo Cerullo       | 817     | 0,2  | Partito Animalista – UCDL – 10 Volte Meglio             | 817     | 0,2  |
|                                     | Morena De Luca         | 640     | 0,2  | Forza del Popolo                                        | 640     | 0,2  |
|                                     | Vita Lentini           | 632     | 0,2  | Noi di Centro – Europeisti                              | 632     | 0,2  |
|                                     | Palma Quartarolo       | 631     | 0,2  | Vita                                                    | 631     | 0,2  |
|                                     | Rossella Andolfo       | 537     | 0,2  | Sud chiama Nord                                         | 537     | 0,2  |
| Gesamt                              | Gesamt                 | 331.734 | 100  |                                                         | 331.734 | 100  |
|                                     |                        |         |      |                                                         |         |      |
| Ungültige Stimmen                   | Ungültige Stimmen      | 19.745  | 5,6  |                                                         |         |      |
| Wähler                              | Wähler                 | 351.479 | 51,5 |                                                         |         |      |
| Wahlberechtigte                     | Wahlberechtigte        | 682.441 |      |                                                         |         |      |
|                                     |                        |         |      |                                                         |         |      |
| Quelle: Innenministerium            |                        |         |      |                                                         |         |      |